# Giardino Eden Hundertwasser

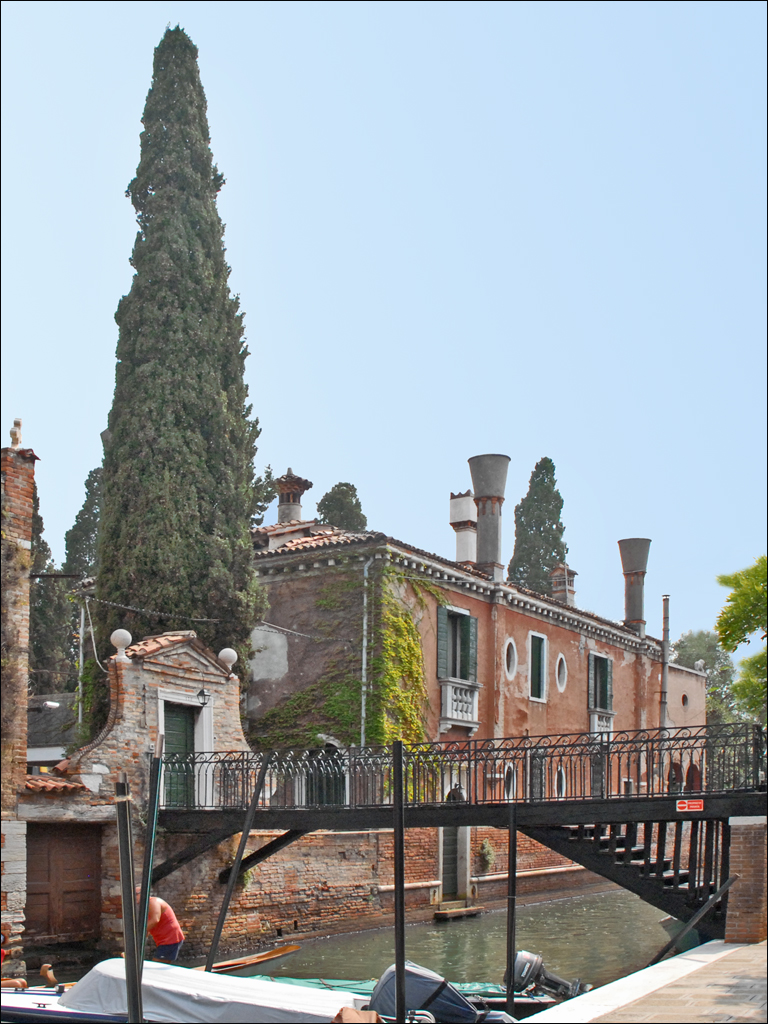
Ingresso del Giardino Eden Hundertwasser

Il Giardino Eden Hundertwasser, noto anche come Giardino Eden è una villa con un famoso giardino, a sud dell'isola della Giudecca a Venezia. Prende il nome da un inglese, Frederic Eden, che progettò il giardino nel 1884 e possedette la proprietà per molto tempo. Dal 1927 era di proprietà della principessa Aspasia Manos e di sua figlia, la regina Alessandra di Jugoslavia. Tra il 1979 e il 2000 è stato di proprietà del pittore e architetto austriaco Friedensreich Hundertwasser, che ha lasciato il giardino al naturale suo corso.

## Storia
Nel 1884, Frederic Eden, prozio del primo ministro britannico Anthony Eden, e sua moglie Caroline, sorella del progettista di giardini Gertrude Jekyll, acquistarono un'area di sei acri sull'isola veneziana della Giudecca già parte dell'antico giardino Correr. Conteneva un ex annesso del convento delle Suore di Santa Croce. La proprietà fu successivamente ampliata di due acri quando le autorità veneziane ingrandirono l'isola. La coppia creò uno dei più estesi giardini privati di Venezia, un giardino paesaggistico all'inglese, contenente statue, rose e animali. Era frequentato da molte figure del mondo delle arti, tra cui Marcel Proust, Rainer Maria Rilke, Walter Sickert, Henry James, Eleonora Duse ecc.
Il giardino presentava un gran numero di pergolati di salice ricoperti di rose e vaste piantagioni di giglio della Madonna e altri fiori inglesi. Sentieri intorno al giardino erano ricoperti di conchiglie locali. C'erano prati, cortili e una passeggiata fiancheggiata da cipressi. Nel 1903 Eden pubblicò Un giardino a Venezia, un breve libro che descriveva la sua creazione del giardino.
Frederic Eden morì nel 1916 e sua moglie Caroline gli sopravvisse fino al 1928. Un anno prima della sua morte, vendette il Giardino Eden alla principessa Aspasia Manos, la vedova del re Alessandro di Grecia  che lo ha acquisito grazie al sostegno finanziario del suo amico Sir James Horlick. La Principessa visse nella villa con la figlia Alessandra fino al 1940, quando scoppiò il conflitto greco-italiano. Danneggiata durante la seconda guerra mondiale, la villa fu ricostruita da Aspasia quando tornò la pace. Nel 1945 il Giardino Eden fu designato Monumento Nazionale.
Aspasia visse nella villa fino alla sua morte nel 1972 e il Giardino Eden passò alla figlia Alexandra che tentò di commettere suicidio in questa proprietà.
Nel 1979 Friedensreich Hundertwasser acquistò il Giardino. Hundertwasser ha permesso che le piante da fiore morissero e ha incoraggiato la vegetazione selvaggia.  Morto nel 2000 ha lasciato la proprietà alla Fondazione Hundertwasser. Non è aperto al pubblico per espressa volontà dello stesso Hundertwasser per il quale bisognava permettere alla Natura di fare il suo corso.

## In letteratura
- Il Giardino Eden è menzionato nel romanzo di Gabriele D'Annunzio, Il fuoco (1900)
- È stato menzionato da Jean Cocteau nella poesia Souvenir d'un soir d'automne au jardin Eden (1909)
- Si parla del Giardino Eden nel libro di Serena Dandini, Cronache dal Paradiso (Einaudi 2022)
- La scena clou del noir Il gondoliere cinese  (Supernova 2013), di Lucio Angelini,  si svolge nel giardino di Villa Eden.